# Luis Cequeira
Luis Eduardo Cequeira (Resistencia, 4 febbraio 1985) è un cestista argentino.

## Carriera
Con l'Argentina ha disputato i Campionati mondiali del 2010.